# Temnosternus pictus
Temnosternus pictus es una especie de escarabajo longicornio del género Temnosternus, tribu Tmesisternini, orden Coleoptera. Fue descrita científicamente por Breuning en 1939.

## Descripción
Mide 9 milímetros de longitud.

## Distribución
Se distribuye por Australia.